# Alferde
Alferde ist ein südöstlich gelegener Ortsteil der Stadt Springe in Niedersachsen. Die Landesstraße 461 führt nahe dem Ort vorbei. Durch das Dorf fließt der Wülfinghauser Mühlenbach.

## Geschichte
Erste urkundliche Erwähnung findet Alferde im Jahr 972 als „Alfrikesrode“ und „Alacfurd“.
Die bis dahin selbständige Landgemeinde Alferde schloss sich 1967 gemeinsam mit der Stadt Eldagsen und den Gemeinden Wülfingen sowie Mittelrode der Samtgemeinde Hallermund an. Mit der Niedersächsischen Gebietsreform, die am 1. März 1974 in Kraft trat, wurde die Samtgemeinde aufgelöst, und Alferde ist seitdem ein Stadtteil der Stadt Springe.

## Politik

### Ortsrat
Der Ortsrat von Alferde setzt sich aus einer Ratsfrauen und sechs Ratsherren folgender Parteien und erlangten Sitzen zusammen:
- Wählergruppe WIA: 7 Sitze

(Stand: Kommunalwahl September 2021)

### Ortsbürgermeister
Der Ortsbürgermeister von Alferde ist Uwe Metz (WIA). Sein Stellvertreter ist Peter Bauer (WIA).

## Kultur und Sehenswürdigkeiten

### Bauwerke
- Der Turm der St.-Nicolai-Kirche im Mittelpunkt des Ortes wurde um 1300 errichtet, andere Teile des Gebäudes sind vermutlich noch älter.
- Der Alexanderstein an der Straße zwischen Eldagsen und Alferde wurde 1983 durch eine Nachbildung ersetzt. Ein Abbild des Steins ist im Alferder Wappen zu sehen.

### Baudenkmäler
→ Siehe: Liste der Baudenkmale in Alferde

### Bildergalerie

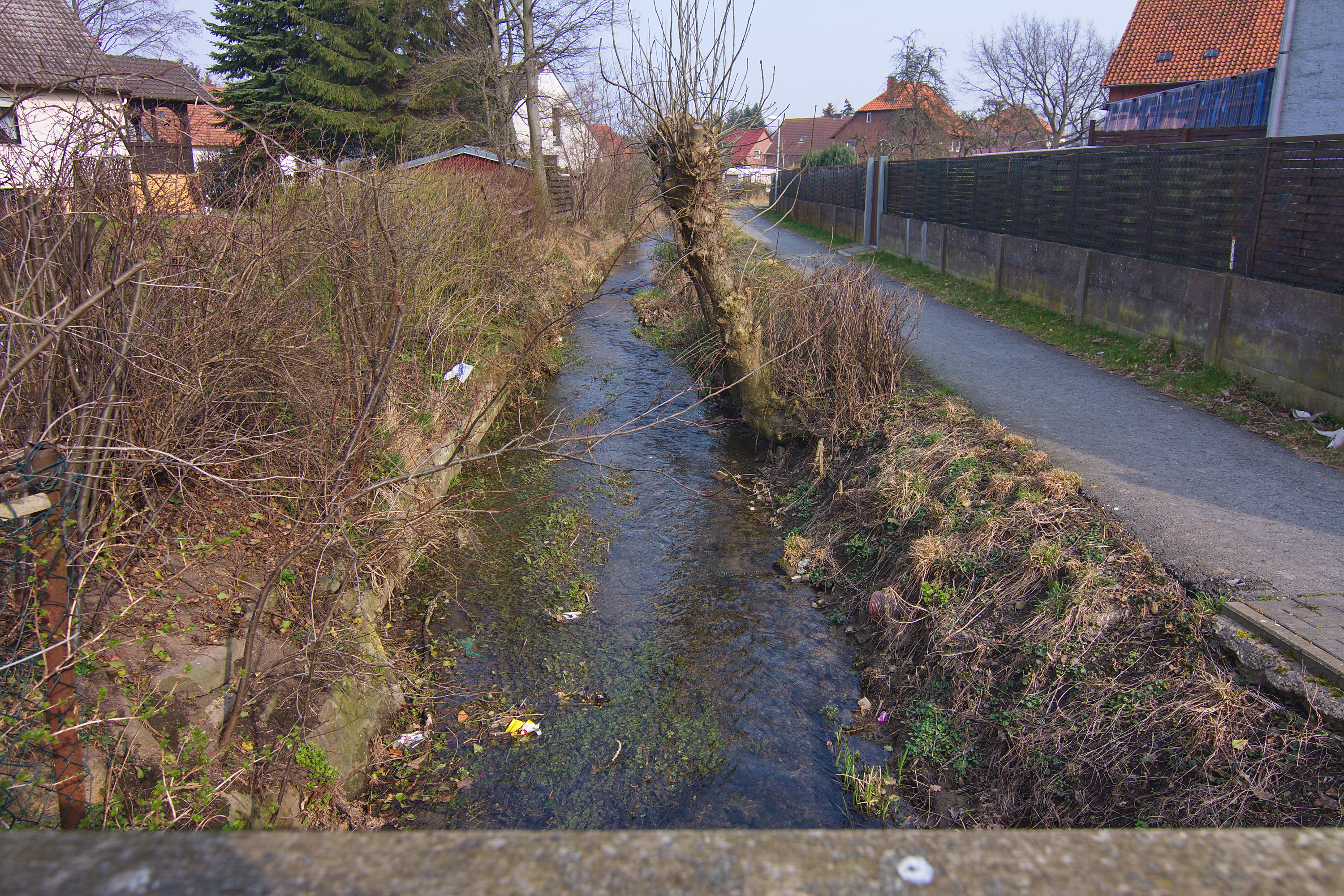
Mühlenbach
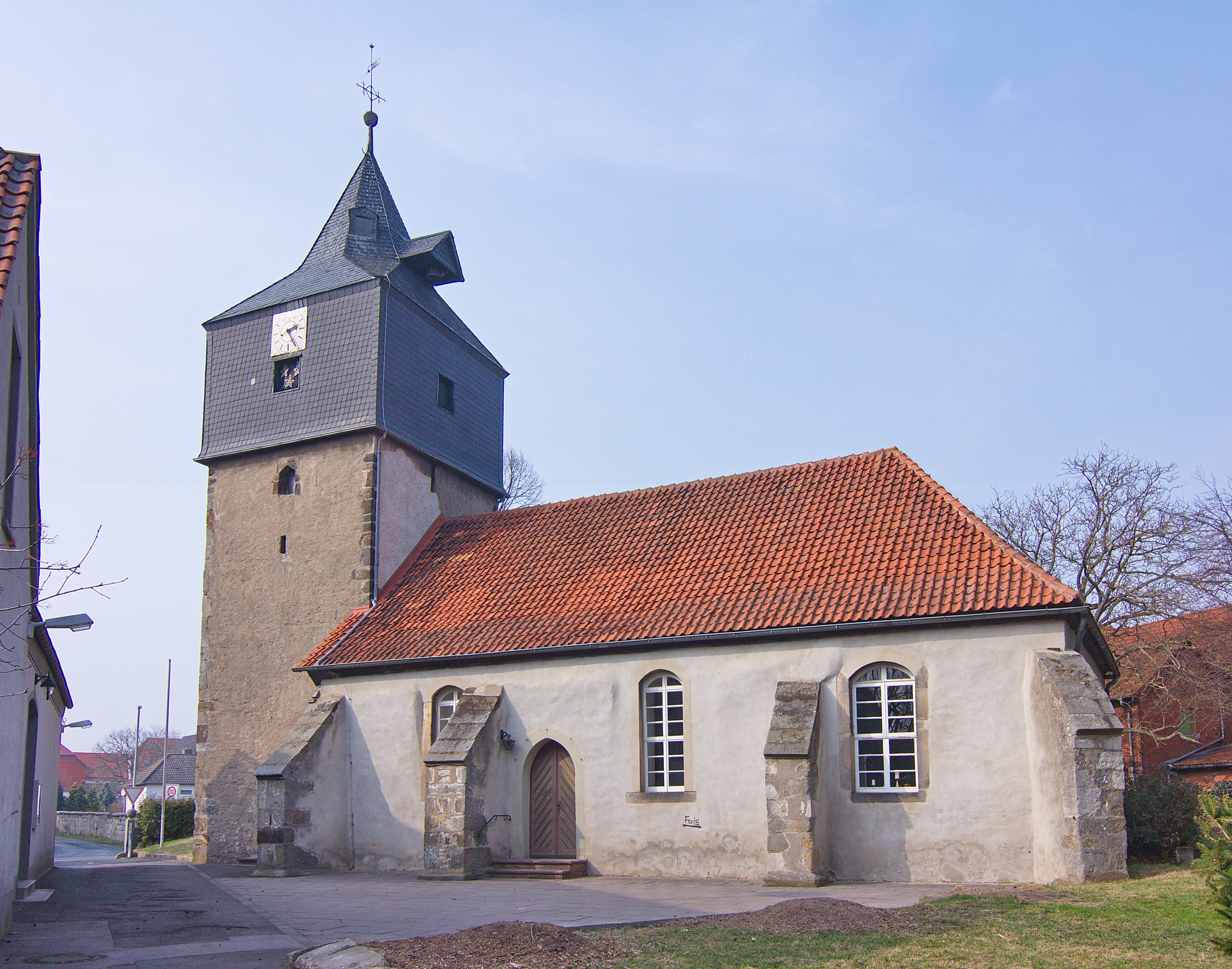
St.-Nikolai-Kirche
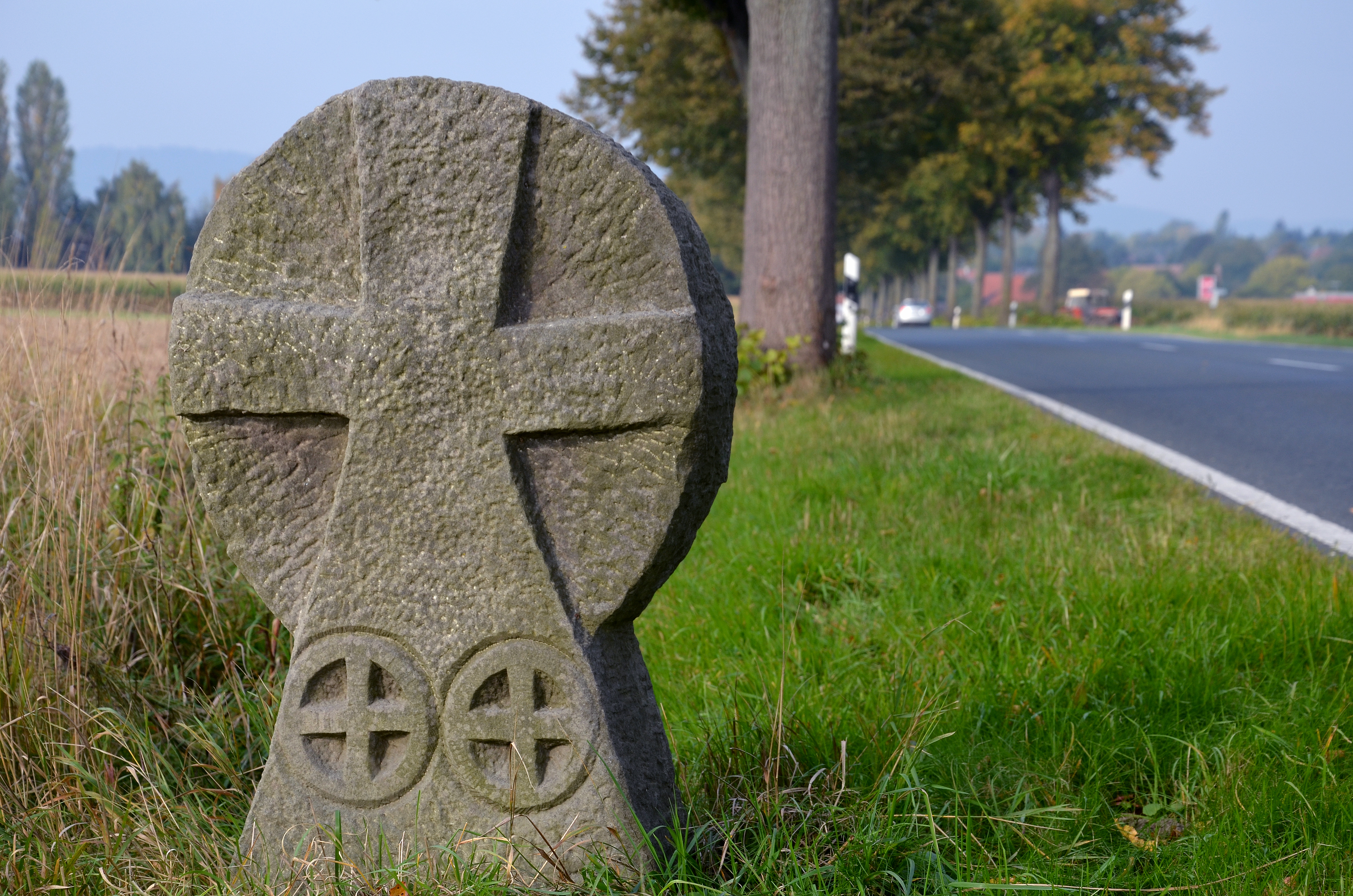
Der nachgebildete Alexanderstein, Ansicht aus Richtung Alferde